# شورش شینپورن
شورش شینپورن (به ژاپنی: 神風連の乱 Shinpūren no ran / Jinpūren no ran) یکی از از قیام‌های سامورایی سابق بود که در اوایل دوره میجی علیه جدید دولت میجی در ژاپن در کوماموتو در ۲۴ اکتبر ۱۸۷۶ رخ داد.
پس از ۱۸۶۸ اصلاحات میجی، بسیاری از اعضای طبقه اجتماعی سامورایی از مسیری که ملت گرفته بودند ناراضی بودند. کاهش درآمد، ایجاد خدمت وظیفه عمومی و جایگزین آن بجای نقش سابق سامورایی‌ها، بسیاری از امتیازات اجتماعی سامورایی‌ها را از بین برده بود. مدرن سازی سریع (غربی شدن) کشور منجر به تغییرات بزرگی در فرهنگ ژاپن، نحوه لباس و جامعه شده بود. به نظر بسیاری از سامورایی‌ها این تغییرات تبدیل به خیانت به فلسفه سوننو جوئی (بیرون کردن اجنبی‌ها) شده بود رواج این فلسفه یکی از توجیهاتی بود که جهت سرنگونی شوگونسالاری توکوگاوا استفاده شده بود. شینپورن یک انجمن افراطی بیگانه‌هراسی از سامورایی‌های سابق استان کوماموتو تحت رهبری اوتاگورو تومو (۱۸۳۵–۱۸۷۶) بود که از تعالیم هایاشی اوئن تأثیر گرفته و رشد کرده بود. اعضا با توقف روند غربی سازی راضی نشدند؛ آن‌ها می‌خواستند ساعت را به عقب برگردانند و هر ردی از آن را از بین ببرند، از جمله لباس‌های غربی، استفاده از تقویم غربی گاه‌شماری میلادی و حتی استفاده از سلاح‌های غربی. اعضای شینپورن در هر زمانی نمک برای استفاده در تصفیه آیینی از آثار آلاینده‌های خارجی مانند برق، راه‌آهن و حتی کشیش‌های آیین بودایی ابه همراه داشتند. آن‌ها بخصوص از حکم‌های حکومتی که به خارجیان اجازه خرید زمین در ژاپن می‌داد تا مبلغین به گسترش مذهب مسیحیت بپردازند و ممنوعیت حمل شمشیر (فرمان هایتو) عصبانی بودند. همچنین شایعه ای مبنی بر اینکه امپراتور میجی در حال برنامه‌ریزی سفر به خارج از کشور بود، مورد نارضایتی آنان بود.

## شورش
اوتاگورو تومو (۱۸۳۵–۱۸۷۶) یک کشیش شینتو بود وی چندین پیشگویی انجام داد، سرانجام آنچه را که او مجازات الهی برای رهبران قیام در نظر گرفته بود، موجب قیام شد. پس از آن دولت میجی از ارتش امپراتوری ژاپن درخواست سرکوب شورش در کوماموتو را کرد. در ۲۴ اکتبر، پس از فرستادن پیام‌هایی به گروه‌های هم نظر در قلمروهای دیگر ژاپن، اوتاگورو تومو رهبری ۲۰۰ نفر را در شورش به دست گرفت. او نیروی خود را به جوخه تقسیم کرد. یک جوخه یک حمله غافلگیرانه به سربازخانه پادگان کوماموتو انجام داد، و بدون هیچ رحمی حتی به زخمیان یا غیرنظامی حدود ۳۰۰ نفر از نیروهای داخل پادگان را کشت یا زخمی شدند. این حمله به دلیل نفرت آنان از ارتش تازه بود، که بسیاری از اعضای آن از طبقات دهقانی بودند. جوخه دوم اداره تلگراف را در هم کوبید، اگر چه این واقعه باعث قطع ارتباط شورشیان با متحدان احتمالی آن‌ها شد. خوجه سوم به دفاتر و محل اقامت مقامات رسمی حمله کرد و فرمانده پادگان کوماموتو را کشت.

## پیامدها
در آن زمان، شورش شینپورن اثرات موجی زیادی داشت که موجب به وجود آمدن شورش آکیزوکی و شورش هاگی شد. اگر چه این شورش‌ها نیز به‌طور کامل ناکام شد، این واقعیت که گروهی کوچک و متشکل از مردان می‌تواند چنین جو وحشتی ایجاد کند و بتواند چنین نیروی بزرگی را شکست دهد، تا پایان امپراتوری ژاپن الهام بخش جوامع مخفی سیاسی بود.